# De systemate orbis cometici, deque admirandis coeli characteribus
De systemate orbis cometici, deque admirandis coeli characteribus (pouvant se traduire en français par Du système du monde des comètes, et des objets admirables du ciel, deux opuscules) est un court tract (en) sur les comètes et autres objets célestes écrit par l'astronome Giovanni Battista Hodierna et publié en 1654. Il présente un catalogue astronomique de ceux-ci mais, en raison de sa faible circulation, l'ouvrage est demeuré méconnu et a été oublié jusqu'en 1985,.
Dans l'ouvrage, Hodierna affirme qu'il croit que les comètes sont faites d'une substance semblable à celle de la Terre et suppose que les nébuleuses sont faites à partir d'étoiles (Lux Primogenita),.

## Description
La première partie du livre (De systemate orbis cometici) présente les idées de Galilée sur les comètes,, alors que la seconde (De admirandis coeli characteribus) est divisée en quatre sections.
La première concerne la classification des nébuleuses, qu'Hodierna sépare en trois types : Luminosae, ou amas d'étoiles visible à l'oeil nu, Nebulae, ou amas qui semble nébuleux à l'oeil nu, mais qui est net à la lunette astronomique, et Occultae, qui demeure nébuleux même à la lunette,.
La deuxième partie liste 40 nébuleuses dont 25 sont reliées à des objets désormais connus. La description des autres est insuffisante pour les relier à leur équivalent modernes.
La troisième section tente de présenter une théorie unifiée des objets célestes.
La dernière aborde l'héliocentrisme copernicien (en).

## Découverte
On crédite Hodernia de la primauté de plusieurs descriptions, découvertes et redécouvertes, :
| Découvertes - Amas d'Alpha Persei - M6 - M8 - M36 - M37 - M38 - M41 - M47 - NGC 2362 - NGC 6231 |  | Découvertes probables - M33 - M34 - NGC 752 Découvertes possibles - NGC 2169 - NGC 2175 - NGC 2451 |  | Redécouvertes - M31 - M42 - Amas du Cintre |

Toutes ces découvertes devaient faire partie d'un atlas du ciel, Il Cielo Stellato Diviso in 100 Mappe. Cependant, ce dernier n'a jamais été achevé.